# Ala-Pajujärvi
Ala-Pajujärvi är en sjö i kommunen Heinola i landskapet Päijänne-Tavastland i Finland. Sjön ligger 78,3 meter över havet. Arean är 43 hektar och strandlinjen är 7,37 kilometer lång. Sjön  ingår i Kymmene älvs huvudavrinningsområde.   Den ligger omkring 47 km nordöst om Lahtis och omkring 140 km nordöst om Helsingfors. 
I sjön finns ön Kanasaari. 